# Silverstoneia gutturalis
Silverstoneia gutturalis é uma espécie de anfíbio anuro da família Dendrobatidae. Está presente na Colômbia. A UICN classificou-a como deficiente de dados.